# Marcel Duchemin

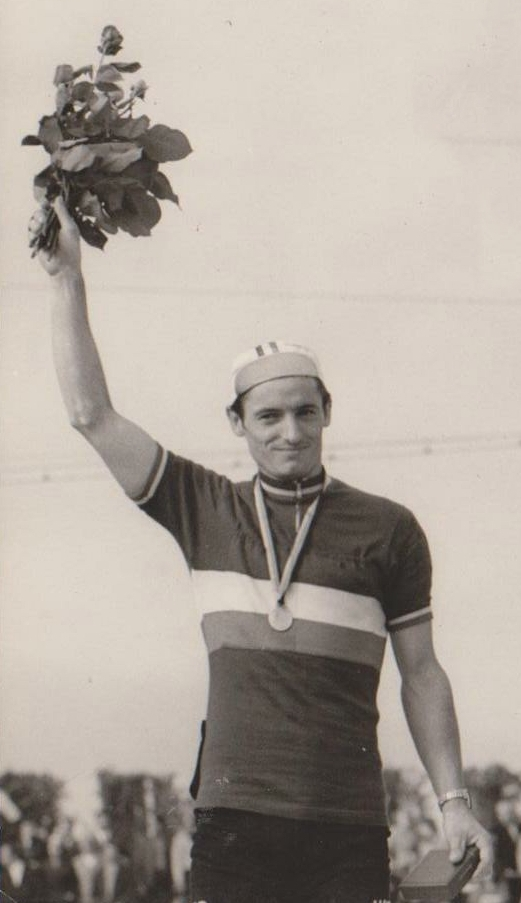
Marcel Duchemin in Berlin 1970

Marcel Duchemin (* 20. Oktober 1944 in Laval, Frankreich) ist ein ehemaliger französischer Radrennfahrer.

## Sportliche Laufbahn
Duchemin, der stets in der Amateurklasse fuhr, vertrat sein Land bei den Olympischen Spielen 1972 in München und wurde dort 65. im Straßenrennen. Er gewann 1967, 1970 und 1971 das bretonische Etappenrennen Ruban Granitier Breton. Zu seinen bedeutendsten internationalen Ergebnissen gehörte der Gesamtsieg der Tour de l’Avenir 1970 und zweite Gesamtrang bei der Friedensfahrt 1970, bei der er im selben Jahr auch zwei Etappen gewann. In der Tour de l’Avenir 1969 hatte er den 5. Platz belegt.
1972 wurde er mit der „Palmes d’or Merlin Plage“ geehrt, einer Auszeichnung für den besten französischen Amateur des Jahres.

## Erfolge
1966
- Gesamtwertung Tour d’Anjou

1967
- Gesamtwertung Ruban Granitier Breton
- eine Etappe Friedensfahrt

1968
- Quatre Jours de Maine

1969
- Bergwertung Tour de l’Avenir

1970
- Gesamtwertung Ruban Granitier Breton
- zwei Etappen Friedensfahrt

1971
- eine Etappe und Bergwertung und eine Etappe  Milk Race
- Gesamtwertung Ruban Granitier Breton

1972
- eine Etappe Milk Race

## Berufliches
Duchemin war als Angestellter in der Verwaltung seiner Heimatstadt tätig.